# Jehla

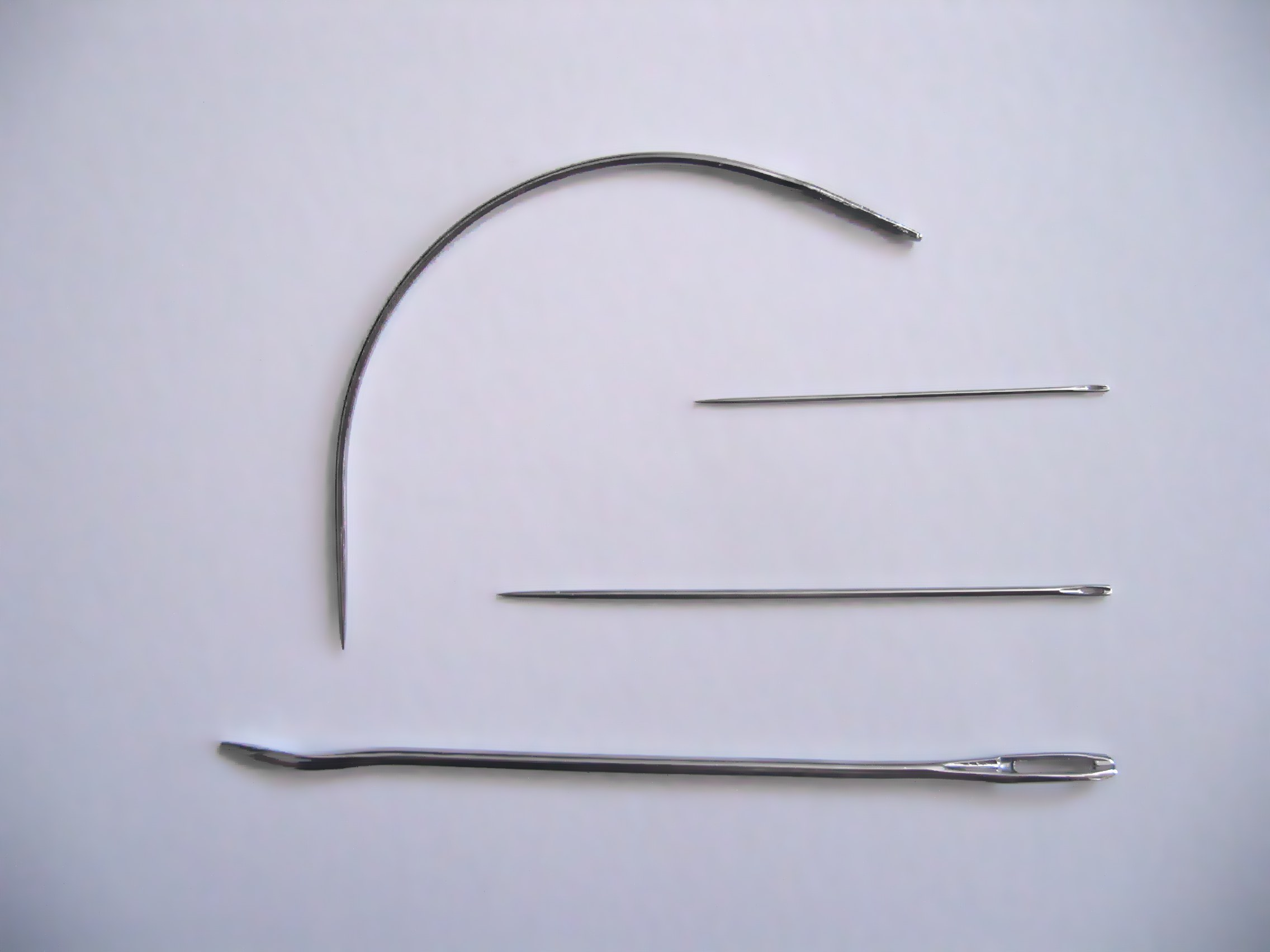
Několik jehel určených pro ruční šití

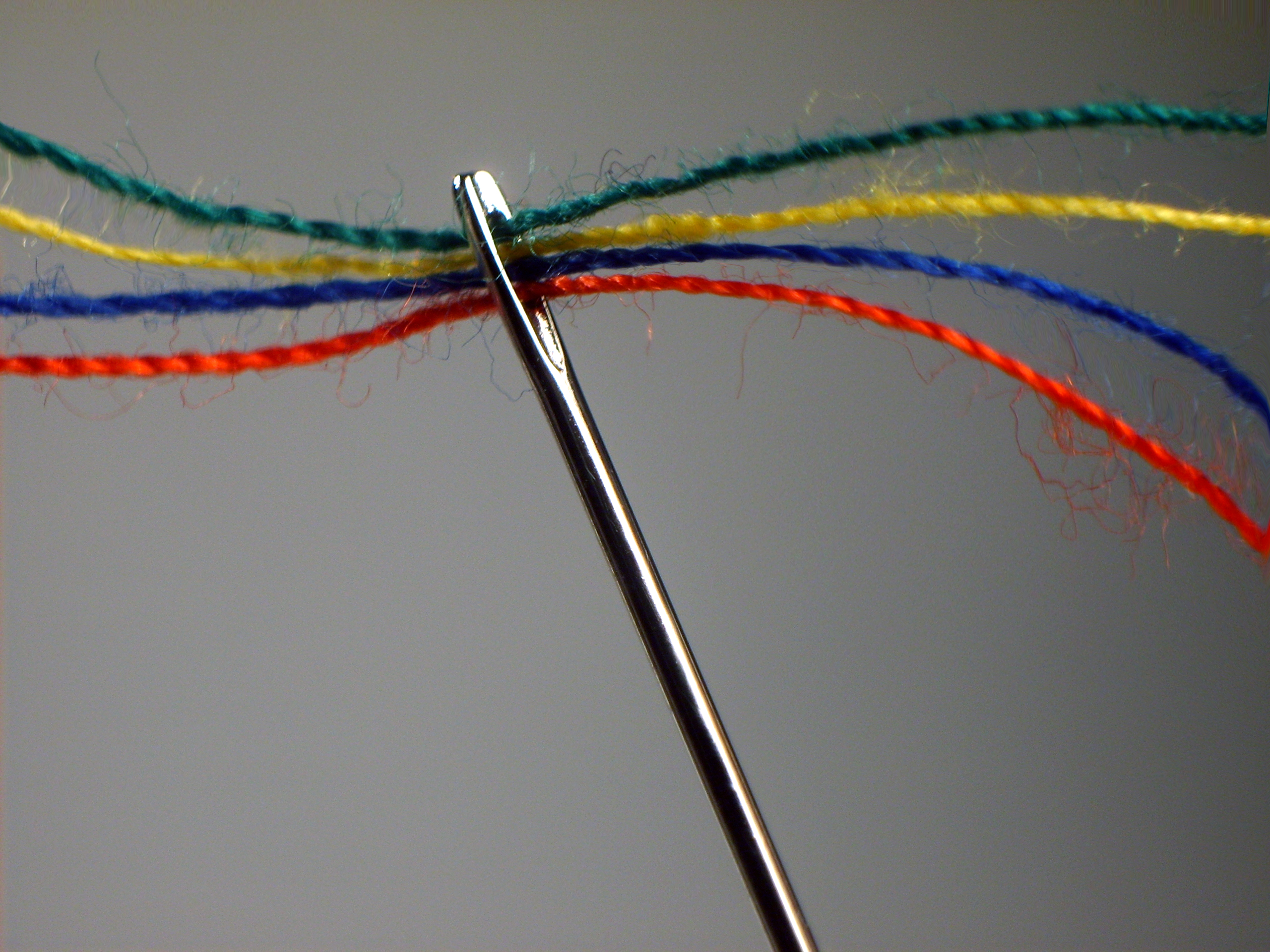
Jehla s nitěmi

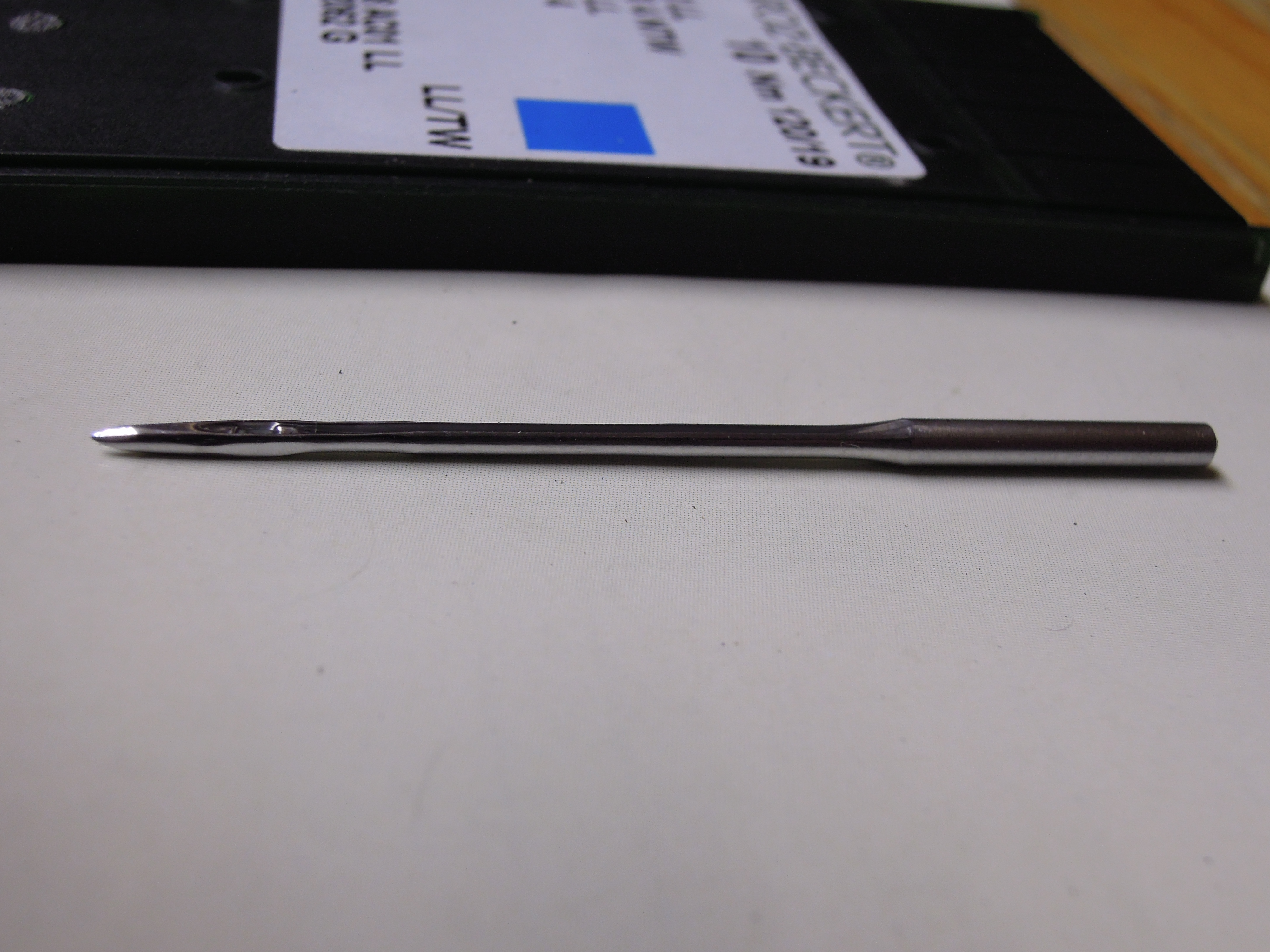
Jehla do šicího stroje

Jehla je nástroj, který se využívá k činnosti zvané šití či sešívání. Obecně se jedná o spojování dvou kusů materiálu pomocí nitě, či jiného vhodného vlákna, za vzniku švů. Jedná se o základní nástroj, který se využívá při výrobě oděvů a pro spojování dalších částí. Kromě krejčovství se jehel využívá též v obuvnictví, brašnářství a čalounictví apod.
Skládá se ze tří částí. Ucho jehly, do kterého se provléká nit, těla jehly a špičky jehly, která je určena pro propichování materiálu. Jehly se vyrábějí z oceli nebo nerezové oceli, ale dříve byly vyráběny z kostí či dřeva.
Jehly se používá jak pro ruční šití, tak i pro šití na šicích strojích. Příbuznými nástroji jehly jsou ševcovské šídlo a špendlík.

## Historie
Jehla je velmi starý nástroj, který se začal rozvíjet jako potřeba pro spojování materiálů při výrobě oblečení. První vyráběné jehly byly určeny pro propichování kožešiny a neměly ucho, tak jako mají dnešní moderní jehly. Uchem jehly je provlečena nit, tak aby se při šití protáhla skrze spojované látky respektive sešívané předměty.